# Медаль «Операция Пракрам»
Медаль «Операция Пракрам» (англ. Operation Parakram Medal, хинди ऑपरेशन पराक्रम पदक) — военная государственная награда Индии, учреждённая президентом страны в 2005 году для награждения военнослужащих и гражданских лиц, участвовавших в операции «Пракрам» в 2001–2002 годах.

## История
Медаль была учреждена указом президента Индии № 16-Pres/2005 в 2005 году в знак признания заслуг участников операции «Пракрам» — масштабной военной мобилизации Индии после террористической атаки на индийский парламент в декабре 2001 года.

## Описание медали
Медаль круглуой формы, диаметром 35 мм, изготовлевалась из медно-никелевого сплава. На аверсе изображена карта Индии с надписью хинди «ऑपरेशन पराक्रम» и англ. «OPERATION PARAKRAM» по краю. На реверсе размещено государственное эмблема Индии над индийским национальным девизом хинди «सत्यमेव जयते» (Только Истина торжествует)
Шёлковая шириной 32 мм состоит из трёх равных полос: синей, оливково-зелёной и песочной. Полосы разделены белой (2 мм) и красной (2 мм) линиями.

## Критерии награждения
Медаль вручалась военнослужащим армии, флота и ВВС Индии, задействованным в операции «Пракрам» или действоваших в её поддержку. Также награждался личный состав парамилитарных формирований, полиции, гражданской обороны и других организаций, находившихся под оперативным контролем армии. В число награждённых входили гражданские лица, работавшие в зоне операции под руководством военных.
Отдельно оговаривались критерии для служащих ВМФ: весь личный состав кораблей, подводных лодок, самолетов, береговых батарей и сил береговой обороны, военного наблюдения, военно-морского контроля за судоходством, экзаменационных служб, включая подразделения береговой охраны, которые были развернуты в Индийском океане, Аравийском море и Бенгальском заливе, включая Андаманское море, и участвовали в оперативной деятельности в рамках операции «Пракрам».
Личный состав армейского авиационного корпуса, военно-морских воздушных эскадрилий, летный состав Военно-воздушных сил, катапультные команды подразделений воздушной доставки и личный состав, входящий в состав батальонов авиационного обслуживания/авиационных эскадрилий береговой охраны, выполнивший не менее 5-и боевых вылетов или 20-и часов боевых полетов в/над квалификационным районом также имели право на награждение.
Все лица, награжденные за доблесть во время операции «Пракрам», независимо от срока службы, а также лица, погибшие при исполнении служебных обязанностей или эвакуированные в результате ранений или других увечий, полученных при исполнении служебных обязанностей в районе, к которому она присуждается, независимо от срока службы, количества боевых вылетов или количества часов налета получали автоматическое право на получение медали.

## Лишение и восстановление награды
Президент Индии имеет право лишить медали с последующим возможным восстановлением.